# Качкар (река)
Качкар — река в России, протекает в Тюменской области. Устье реки находится в 121 км по левому берегу реки Кальча. Длина реки составляет 30 км. 

## Притоки
(км от устья)
- Болотный
- 7 км: Тытыимъега (пр)
- Тытынмъега (лв)
- 16 км: Карасий Исток (пр)

## Данные водного реестра
По данным государственного водного реестра России относится к Иртышскому бассейновому округу, водохозяйственный участок реки — Иртыш от впадения реки Тобол до города Ханты-Мансийск (выше), без реки Конда, речной подбассейн реки — бассейны притоков Иртыша от Тобола до Оби. Речной бассейн реки — Иртыш.